# El ciego
El ciego é uma telenovela mexicana, produzida pela Televisa e exibida em 1966 pelo Telesistema Mexicano.

## Elenco
- Julio Alemán
- Belem Diaz
- Rafael Cabrera
- Fina Alvaner